# 地主
地主（じぬし、英: landlord）とは、（農地などの）土地を貸し付けて、それで得た地代（つまり「土地の貸し付け料」）を主たる収入として生活する人のこと。地主というのは、古代から現代に至るまで存在するが、その存在のありかたは各時代において異なる。封建社会では、支配階級を構成する領主が地主（封建的土地所有者）として最高の領有権を持ち、農奴から地代を収取した（領主権という強力な権力にものを言わせて、取り立てた）。封建制から資本主義へ移行したのにともない、「地主的土地所有」は「近代的土地所有」へと転化し、地主の存在も社会のなかで変化してきた、という歴史がある。
このように地主の性質は時代（歴史）とともに変化してきているので、以下、古い時代から順を追って解説してゆく。地域ごとに歴史が異なるので、地域別に解説する。

## ヨーロッパの地主
古代
中世
ルネッサンス期のヨーロッパの地主
近代ヨーロッパの地主
現代ヨーロッパの地主

## ロシアの地主
帝政ロシア（ロシア革命以前）
帝政ロシア期のロシアの地主たち
（＝ロシア革命以前の地主たち）は、ツァーリ（皇帝）による絶対的支配のもと、ブルジョワジーとともに、権勢を振るっていた。最大の地主は、ツァーリ（皇帝）であった。地主たちは土地を独占的に所有しており、農地の全面積のうち4分の3は、有力な大地主が占有していた。
当時のデータとして、ウラジーミル・レーニンによると、700人の大地主が平均して3万デシャチーナ（≒3万×1.09ヘクタール）の農地をそれぞれ所有し、その面積は、60万人の小地主の3倍である。
なお19世紀、ロシア帝国（の比較的 末期）を生きた文豪トルストイも大地主であったが、トルストイの場合は（小説家、大思想家らしく、普通の地主とは異なり、地主のありかたに疑問を感じ）小作人とともに働き、貧困層に援助をしていた。
ソヴィエト連邦時代（ロシア革命後）
ロシア革命とソヴィエト誕生によりツァーリの絶対的支配体制は終焉した。
ソヴィエト終焉後、現代ロシア
ソヴィエト終焉以後の現代ロシアでは、資本主義経済が組み込まれている。

## アメリカの地主

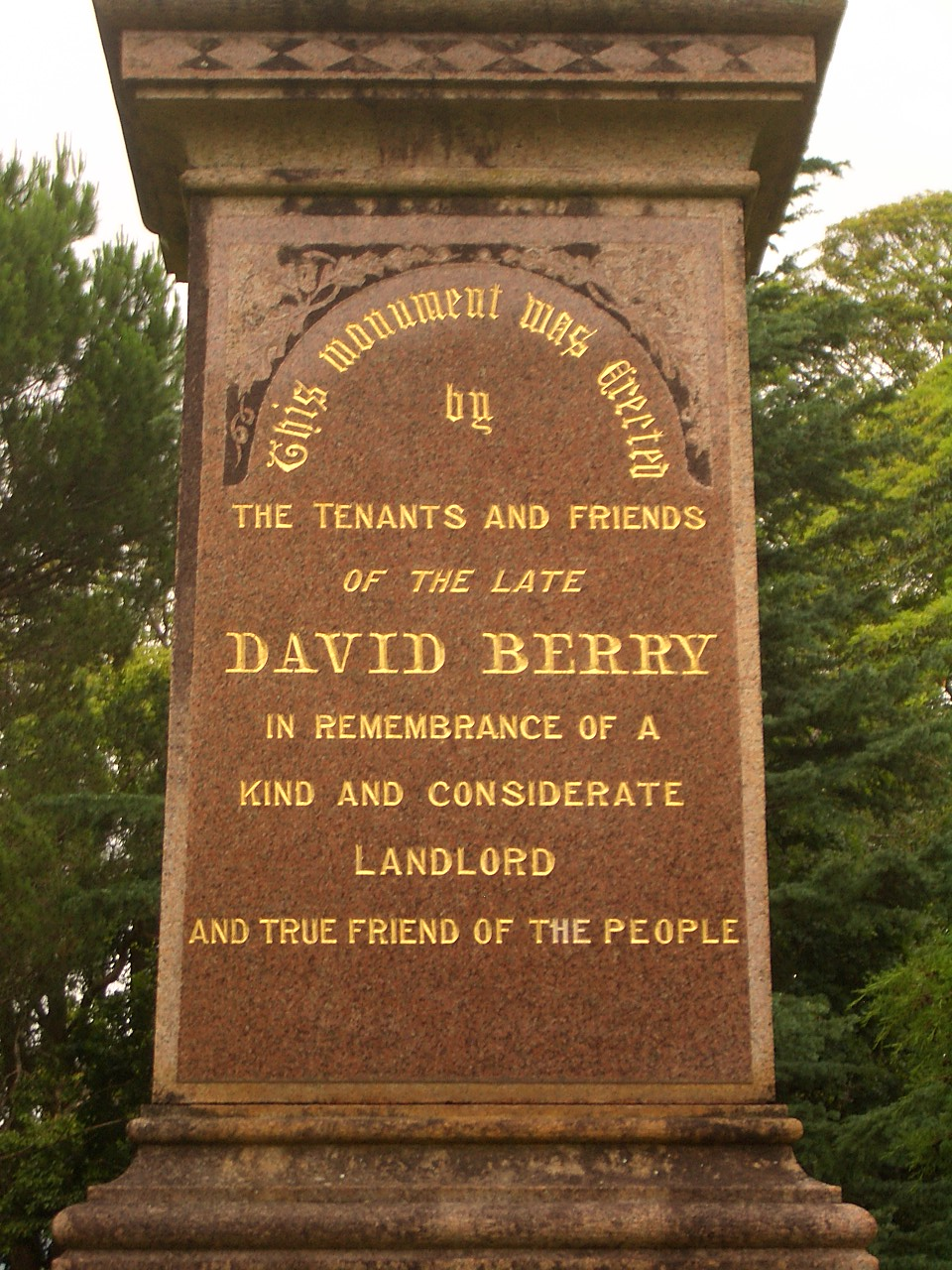
デヴィッド・カーソン・ベリー（:en:David Carson Berry）は、よい地主として借主たちに記憶されている。ベリーの所有地として、ベリーの名を冠したベリー・ニューサウスウェールズ（:en:Berry, New South Wales）が知られている。

アメリカ合衆国では、財産権と契約に関する地主借主間の争議は概して、連邦法（en:federal law）ではなく州法（en:state law）の管轄である。
州法と、いくつかの地域ではシティまたはカントリーの法律であるが、それらは借主に対する立ち退きの要件を設定している。賃貸期間の終了時、貸借関係は通例として理由なしで打ち切ることができるが、地主が借主を期間満了前に立ち退かせるための根拠は通例として限定される。地主がチャージできる賃料の上限を法で規定している市街がある。それは、レント・コントロール（en:rent control）として知られる。また、居住適正の黙示の保証（en:Implied warranty）というものがあり、それによって地主は、住宅を安全で規律があり住むのに適した状態に保たなければいけない。それは煙探知機や、ドアの施錠といった安全性の必要最小条件の処置である。

## 中国の地主
古代
隋・唐帝国時代の地主
宋・元帝国時代の地主
明帝国時代、清帝国時代の地主
中華民国の時代の地主
中華人民共和国時代（＝中国共産党政権樹立以降）の地主
中国大陸の農村では、地主（土地主）は農地の所有者である。彼は土地を貸し出して農夫に耕作させ、協議に基づいて耕作物の何パーセントかの地代を徴収する。社会主義国家における土地の最終的な所有者は国家であるゆえ、地主（土地主）もまた国家に対して地代を納める。

## 日本の地主
古代
中世
戦国時代
江戸時代（徳川政権下の日本）
明治時代（明治政府下の日本）・大正時代
昭和時代以降
土地（あるいは、土地に加えてその上に付随する家屋、マンション・アパート類）を貸して、「土地の貸し代」がその人の主たる収入になっている人。（なお、土地の権利を持たず、その上の家屋の権利だけを持っていてその賃貸料を得ているだけの人は一応「大家」（つまり建物の貸し手）ではあっても、土地の貸し付け料が主たる収入でない人は、基本的には「地主」ではない）現代では、地主と借り手の間には、賃貸借契約が結ばれる。現代では、地主も借り手も、自然人（個人）の場合もあれば、法人格の場合もありうる。
日本の著名な地主は、本間氏、市島家、伊藤文吉、田部長右衛門 (23代)、堤義明、竹野家等。
昭和以降の、日本の地域ごとの地主の特徴
日本の地主関連項目
- 地主職（じぬししき） - 日本の中世の職。
- 名主
- 本百姓
- 庄屋
- 寄生地主制
- 地主神

## 研究者
- デヴィッド・リカード 『経済学および課税の原理』 1817年

## 地主に対する抗議活動
地代や家賃の値下げを求める社会運動を借家人運動と呼ぶ。小作人の行う場合は小作争議という。また家賃や地代をそもそも払わずに土地や建物を不法に占有するものを世界的にはスコッターと呼ぶ。特に西側諸国では、スコッターはアナキスト、自治主義、社会主義などの運動に結び付けられて語られることもある。